# 普氏臼牙脂鯉
普氏臼牙脂鯉，為輻鰭魚綱脂鯉目脂鯉亞目锯脂鲤科的其中一個種。分布於南美洲埃塞奎博河、Mana及Maroni河流域，體長可達58公分，棲息在底中層水域，生活習性不明，可作為食用魚。

## 扩展阅读
維基物種上的相關：普氏臼牙脂鯉